# Mandola
La mandola è uno strumento musicale a plettro appartenente alla famiglia dei liuti, discendenti dall'arabo oud approdato in Europa durante il medioevo. È una variante italiana di origine cinquecentesca ed è affine al mandolino che assieme ad essa si è evoluto.
Infatti nella sua variante contemporanea, anche la mandola, a parte le proporzioni maggiori, consta di quattro cori all'unisono accordati per quinte. La mandola tenore (diapason di circa 44 cm), più rara, presenta la stessa accordatura del mandolino (sol, re, la, mi), un'ottava sotto; invece la mandola contralto, più comune, è accordata, come la viola, una quinta sotto al mandolino (do, sol, re, la) diapason 40,5/41. Per tale ragione la seconda trova talora impiego nelle orchestre a plettro dove può ricoprire il ruolo che la viola svolge in orchestra. Tuttavia, l'apprezzamento di cui lo strumento ha goduto nella tradizione popolare ha finito per favorire la mandola tenore (o mandola tout-court), che per la sua accordatura permette a un mandolinista di passare su questo strumento senza cambiare diteggiature.
Può assolvere funzioni melodiche, armoniche e ritmiche. Il suo utilizzo nella musica celtica è piuttosto recente. In questa tradizione musicale, sotto influsso dell'Irish bouzouki, i due cori più gravi possono essere accordati all'ottava. Recenti sono pure le modifiche della forma a goccia, che facilita l'esecuzione sulla parte alta della tastiera, e del fondo piatto, che ne facilita la produzione su scala industriale.